# Kaiku (peça de vestir)

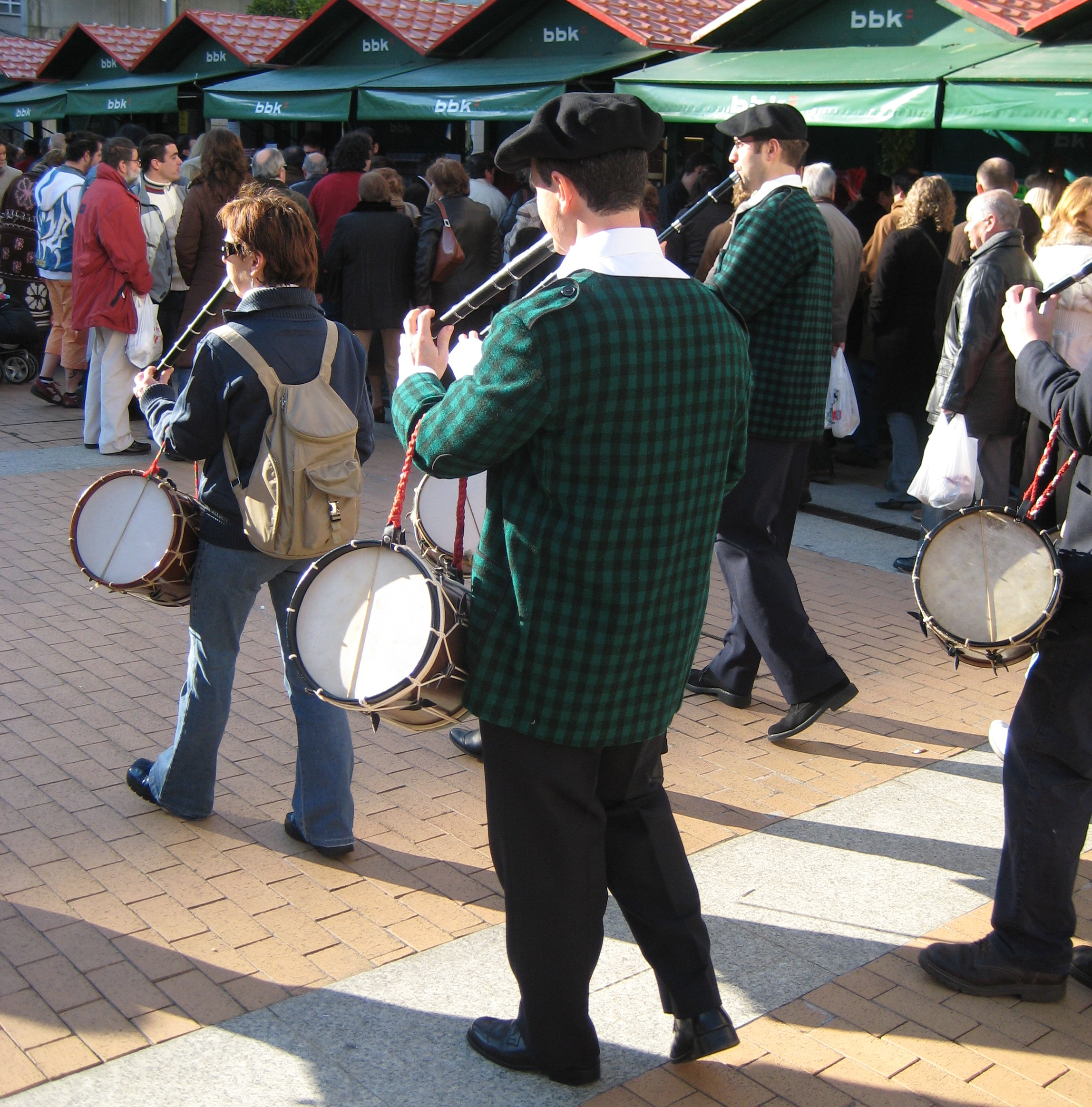
El kaiku és una peça de vestir

El kaiku és un tipus de jaqueta curta, sense coll i sempre de punt de gra d'arrós, típica d'Euskadi. Pot ser de diferents colors (blau, verd i negre, blau i negre, vermell i negre) depenent de la província o de l'ocupació de qui el porta. De llana, es caracteritza per no tenir coll, de vegades porta una butxaca frontal i colzeres que, en general, tenen forma de cor.